# Tversted Plantage

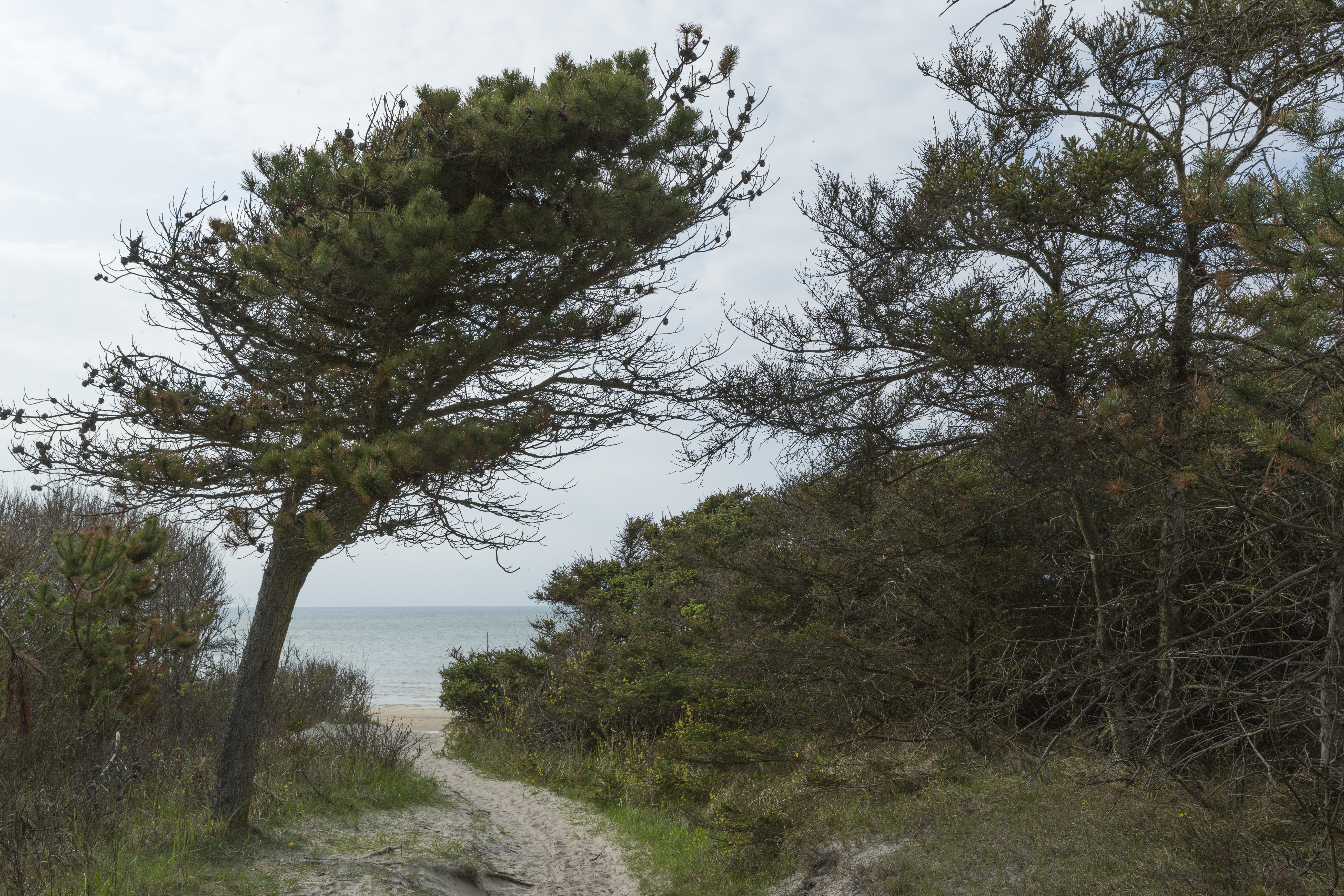
Utsikt mot havet vid Skiveren

Tversted Plantage är en skog nära Tversted i Danmark.   Den ligger i Region Nordjylland, i den norra delen av landet, 250 km nordväst om Köpenhamn. Tversted Plantage ligger på ön Vendsyssel-Thy.